# Alcântara Cyclone Space
Алкантара Циклон Спейс (англ. Alcantara Cyclone Space, порт. Alcântara Cyclone Space) — двостороння бразильсько-українська компанія з надання послуг запуску в космос супутників українською ракетою Циклон-4 з бразильського космодрому Алкантара.
Діяла з 2006 до 2016 року.

## Історія
Двостороння компанія «Алкантара Циклон Спейс» (АЦС) мала надавати пускові послуги з використанням ракети-носія «Циклон-4» і наземного комплексу на космодромі Алкантара, штат Мараньян, Бразилія.
Створення АЦС стало результатом багаторічних переговорів між Україною і Бразилією. Формально ці переговори розпочалися після підписання Рамкової угоди між Урядом України та Урядом Федеративної Республіки Бразилія про співробітництво у використанні космічного простору в мирних цілях від 18 листопада 1999 р. Переговори успішно завершилися підписанням 21 жовтня 2003 р. Договору між Україною та Федеративною Республікою Бразилія про довгострокове співробітництво щодо використання ракети-носія «Циклон-4» на пусковому центрі Алкантара Міністром закордонних справ України Костянтином Грищенко і міністром науки і технологій Бразилії Роберто Амаралом у присутності Президентів України і Бразилії Леоніда Кучми та Луіза Інасіо Лули да Сілва відповідно.
Офіційно АЦС була заснована 31 серпня 2006 р., коли був затверджений Статут АЦС і опублікований Наказ № 599 міністерства науки і технології Бразилії у Державному віснику Бразилії[джерело?]. Перше засідання Ради директорів АЦС відбулося 30 серпня 2007 р.[джерело?]
Адміністративний офіс АЦС розташовувався у м. Бразиліа. Велися роботи зі спорудження наземного комплексу «Циклон-4» на космодромі Алкантара.
У квітні 2015 року Бразилія в односторонньому порядку денонсувала угоду. 2016 року денонсація набрала чинності.

## Концепція
Основною метою АЦС було запуск супутників у космос з космодрому Алкантара на бразильському узбережжі, використовуючи ракету-носій Циклон-4, розроблену в Україні.
Проєкт мав залучити Бразилію до групи країн, здатних запускати супутники на орбіту зі своєї території. Ця можливість вважалася важливою для захисту суверенітету країни в галузі супутникового зв'язку, дистанційного зондування та метеорології. Крім того, проєкт дозволяв ефективне використання космічного центру Алкантара, а також розвиток одного з найбідніших регіонів країни.
Для України, проєкт сприяв зміцненню аерокосмічної промисловості. Україна має багаторічні традиції в розвитку військових та аерокосмічних технологій, але не має стартового майданчика на своїй території. Проєкт надає можливість доступу її сучасним ракетам-носіям в космос.
Проєкт також мав на меті вихід на міжнародний ринок пускових послуг. Вважалося, що цей ринок буде рости в найближчому майбутньому. АЦС мала виходити на цей ринок з високою якістю і доступним сервісом. Ракета Циклон-4 походить від високонадійної ракети-носія Циклон-3. У проєкті Циклон-4 мав велику вантажопідйомність і нову третю ступінь, яка б забезпечувала ефективне виведення на орбіту корисного вантажу.
Запуск ракет із північного бразильського узбережжя дозволяв значно збільшити вантажопідйомність порівняно із запусками, що виконуються з Північної Америки та Азії, оскільки близькість до екватора дозволяє ефективніше використовувати обертання Землі під час запуску.

## Сторони
Двостороння компанія АЦС взаємодіяла з аерокосмічними організаціями як Бразилії, так і України.

### Бразильська сторона
У Бразилії АЦС співпрацювала з Бразильським космічним агентством (БКА), що є державною організацією, підпорядкованою міністерству науки і технології Бразилії. Головною метою БКА є розвиток космічної діяльності, що відповідає національним інтересам і цілям.
АЦС і БКА головним чином співпрацювали у питаннях створення загальної інфраструктури космічного ракетного комплексу, необхідної для функціонування наземного комплексу АЦС, а також сертифікації споруд наземного комплексу й правил безпеки.

### Українська частина
В Україні АЦС співпрацювала з Національним космічним агентством України, ДКБ «Південне» та ВО «Південмаш».

#### ДКАУ
Державне космічне агентство України (ДКАУ) є центральним органом виконавчої влади із спеціальним статусом, який забезпечує реалізацію державної політики у сфері космічної діяльності та несе відповідальність за стан її розвитку. ДКАУ координує підготовку і виконання Національної космічної програми України.

#### КБ Південне
Державне підприємство Конструкторське бюро «Південне» здобуло міжнародне визнання через проєктування ракет і космічних систем. Ракети-носії розробки ДП КБ «Південне» вивели більш ніж 1000 супутників на орбіту. В цьому бінаціональному проєкті ДП КБ «Південне» відповідає за проєктування «Циклону-4», наземного технологічного обладнання, інтеграцію ракети-носія з космічним апаратом і за технічні дослідження кожної операції.

#### Південмаш
Державне підприємство "Виробниче об'єднання «Південний машинобудівний завод ім. О. М. Макарова» відповідає за виробництво ракет, космічних систем і апаратів. Було засноване у 1944 р. і працює разом із КБ «Південне» над одним із найуспішніших космічних проєктів України, а також над міжнародними космічними програмами «Land Launch» і «Sea Launch». У бінаціональному проєкті «Південмаш» відповідає за виробництво РН «Циклон-4», наземного технологічного обладнання, а також здійснення пуску.

## Діяльність
АЦС працювала над створенням пускового майданчика на території пускового центра Алкантара для ракети-носія Циклон-4. Планувалося провести відпрацювання техніки на спеціальному випробувальному стенді й відправити необхідне обладнання для монтажу в Алкантару. Крім того мало здійснювати модернізація керування польотами.

## Підготовка до запуску
Підготовка до запуску супутника мала відбуватися протягом 15 місяців, з моменту підписання контракту до старту. Вважалося, що такого періоду достатньо для вирішення будь-яких технічних проблем, що можуть виникнути в ході будівництва супутника та аналізу здійснення місії. АЦС рекомендувала починати готувати запуск супутника за 18 —24 місяців до старту. Однак, АЦС була здатна працювати в коротші терміни, якщо це необхідно.
| Термін | Подія                              |
| --- | ---------------------------------- |
| | Підпис · Меморандум · Затвердження |
| 15 міс |                                    |
| Контракт · Підпис                                                                                          |                                    |
| 14 міс |                                    |
| Підпорядкування клієнту ракети-носія Циклон-4                                                              |                                    |
| 13 міс |                                    |
| Надання ширших початкових даних для постачальників                                                         |                                    |
| Початок попереднього техніко-економічного аналізу місії                                                    |                                    |
| Аналіз безпеки                                                                                             |                                    |
| Страхування (опціонально)                                                                                  |                                    |
| 12 міс |                                    |
| Розрахунок корисного навантаження і плану тестування                                                       |                                    |
| 11 міс |                                    |
| Підписання договорів з постачальниками Циклон-4 виробника ракети-носія                                     |                                    |
| Визначення параметрів інтеграції корисного навантаження                                                    |                                    |
| Попередній техніко-економічний аналіз місії                                                                |                                    |
| Реєстрація ліцензій на експорт                                                                             |                                    |
| 10 міс |                                    |
| Оновлення параметрів інтеграції корисного навантаження                                                     |                                    |
| 9 міс |                                    |
| Видання проєктної документації інтеграції корисного навантаження                                           |                                    |
| 6 міс |                                    |
| Видання «графіка операцій запуску»                                                                         |                                    |
| Видання "Комплексний план операції"                                                                        |                                    |
| 5 міс |                                    |
| Звіт щодо “Payload Environmental Test”                                                                     |                                    |
| 4 міс |                                    |
| Остаточний аналіз можливостей місії                                                                        |                                    |
| Остаточне оновлення аналізу інтеграції корисного навантаження                                              |                                    |
| Остаточне оновлення «Пускових вимог до Циклон-4»                                                           |                                    |
| 3,5 міс |                                    |
| Видання «Програми польоту»                                                                                 |                                    |
| 3 міс |                                    |
| Видача профільних даних місії на космодром                                                                 |                                    |
| Завершення виробництва Транспотно-установчого агрегату                                                     |                                    |
| 2 міс |                                    |
| Підготовка місця запуску                                                                                   |                                    |
| Поставка супутника та опорного обладнання до стартового майданчика                                         |                                    |
| Вихід остаточної оперативної, проєктної, балістичної документації та документації з аналізу                |                                    |
| Проходження блоком корисного вантажу складання та тестування                                               |                                    |
| 1 міс |                                    |
| Складання ракети-носія Циклон-4, автономні та комплексні випробування                                      |                                    |
| Збірка блоку корисного вантажу та тестування                                                               |                                    |
| Висновок по підготовці до польоту                                                                          |                                    |
| 0 міс |                                    |
| Завершальні роботи з ракетою-носієм та корисним навантаженням перед транспортуванням на стартовий комплекс |                                    |
| Приготування ракети-носія і корисного навантаження для транспортування на стартовий комплекс               |                                    |
| Час Пуску                                                                                                  | Запуск !                           |
| Через годину після відділення супутників                                                                   |                                    |
| Надання даних про розподіл середовищ                                                                       |                                    |
| 24 години після старту                                                                                     |                                    |
| Видання «Експрес звіту про запуск»                                                                         |                                    |
| 3 тижні після старту                                                                                       |                                    |
| Надання фактичних параметрів орбіти корисного вантажу                                                      |                                    |
| 6 тижні після старту                                                                                       |                                    |
| Видання «Звіту про запуск»                                                                                 |                                    |